# Batman - Il mistero di Batwoman
Batman - Il mistero di Batwoman (Batman: Mystery of the Batwoman) è un film d'animazione direct-to-video statunitense del 2003 diretto da Kurt Geda e Tim Maltby.
Ambientato nel DC Animated Universe, è basato sulla serie Batman - Cavaliere della notte. Il cast vede come doppiatori Kevin Conroy, Kyra Sedgwick, David Ogden Stiers, Kevin Michael Richardson, John Vernon, Héctor Elizondo, Kimberly Brooks, Kelly Ripa, Elisa Gabrielli, Bob Hastings, Robert Costanzo, Efrem Zimbalist Jr., Eli Marienthal e Tara Strong. La pellicola racconta della comparsa di Batwoman, una misteriosa vigilante mascherata non legata a Batgirl, su cui Batman si trova a dovere indagare.
Il film è uscito direttamente per il mercato home video nell'ottobre 2003, prodotto da Warner Bros. Animation.

## Trama
Gotham City. Carlton Duquesne e Rupert Thorne stanno contrabbandando delle armi provenienti da Kasnia per conto di Oswald "Pinguino" Cobblepot, quando vengono ostacolati da Batwoman, una nuova misteriosa vigilante mascherata di cui neanche Batman e Robin erano al corrente.
Ad una riunione della Wayne Enterprises viene presentato un tipo di metallo rivoluzionario, e Bruce Wayne vuole conoscere la sua creatrice, la dottoressa Roxanne "Rocky" Ballantine, ed inizia a frequentare Kathy Duquesne, figlia di un criminale ma apparentemente onesta. Intanto, Gordon, Bullock e la nuova detective Sonia Alcana chiedono a Batman di indagare. Quest'ultimo sospetta che la misteriosa nuova combattente sia in realtà Kathy, la ragazza ha infatti i mezzi, è atletica e odia il padre, ma ad una serata all'Iceberg Lounge, il locale di Pinguino, la donna è presente durante la comparsa di Batwoman: non può essere lei.
Più tardi, Batman, Robin e Batwoman si trovano di fronte alla pericolosissima minaccia di Bane, spietato nemico di Batman, che Pinguino ha chiamato per avere rinforzi. Ora Batman ha dei sospetti: Sonia la collega di Bullock, conosce la tecnologia che Pinguino sta smerciando meglio di quanto ci si aspettasse da lei; Kathy e Sonia hanno frequentato un corso all'università insieme, e Sonia e Rocky condividevano la stanza. Batwoman è in realtà contemporaneamente Kathy, Rocky e Sonia: la prima ha finanziato il progetto della vigilante per frenare i traffici del padre; la seconda aveva ideato la tattica come vendetta perché Kevin, il suo fidanzato, è stato incarcerato per un reato che un agente di Pinguino in realtà ha commesso; Sonia infine si è occupata dei gadget e delle armi e dirige il proprio rancore verso gli uomini di Thorne, che hanno incendiato il negozio dei genitori di lei e sono rimasti impuniti per mancanza di prove, e in più, dall'essere stata salvata da Batman una volta, ha preso l'ispirazione per il costume da vigilante. Le tre donne impersonavano a turno Batwoman per sviare i sospetti della polizia e del nemico, e finiscono smascherate dai criminali e da Batman sulla nave di Bane. Kathy sulla nave intanto ha piazzato una bomba, e in uno scontro finale, le tre Batwoman e Batman riescono ad arrestare Thorne e Pinguino e ad uccidere Bane, che cade nel fiume.
Alla fine del film Kevin è scagionato dalle accuse per mezzo di una lettera; Sonia, temendo che la sua presenza causi problemi, lascia il dipartimento di polizia, in cui frattanto tutti (meno Batman e le complici) credono che l'unica Batwoman sia lei; Carlton accetta di testimoniare contro Pinguino e Thorne per i loro contrabbandi e Kathy, riconciliatasi con lui per questo, esce a fare un giro in macchina con Bruce.

## Doppiaggio
| Personaggio                           | Voce originale                                            | Voce italiana                  |
| ------------------------------------- | --------------------------------------------------------- | ------------------------------ |
| Bruce Wayne / Batman                  | Kevin Conroy                                              | Marco Balzarotti               |
| Kathleen "Kathy" Duquesne / Batwoman  | Kimberly Brooks (Kathy Duquesne) Kyra Sedgwick (Batwoman) | Alessandra Karpoff             |
| Roxanne "Rocky" Ballantine / Batwoman | Kelly Ripa (Rocky Ballantine) Kyra Sedgwick (Batwoman)    | Elisabetta Spinelli            |
| Sonia Alcana / Batwoman               | Elisa Gabrielli (Sonia Alcana) Kyra Sedgwick (Batwoman)   | Lorella De Luca                |
| Il Pinguino                           | David Ogden Stiers                                        | Vittorio Bestoso               |
| Rupert Thorne                         | John Vernon                                               | Guido Rutta                    |
| Carlton Duquesne                      | Kevin Michael Richardson                                  | Riccardo Lombardo              |
| Bane                                  | Héctor Elizondo                                           | Mario Zucca                    |
| James Gordon                          | Bob Hastings                                              | Enrico Bertorelli              |
| Harvey Bullock                        | Robert Costanzo                                           | Silvio Pandolfi                |
| Alfred Pennyworth                     | Efrem Zimbalist Jr.                                       | ?                              |
| Tim Drake / Robin                     | Eli Marienthal                                            | Davide Garbolino               |
| Barbara Gordon                        | Tara Strong                                               | Debora Magnaghi                |
| Kevin                                 | Tim Dang                                                  | Pino Pirovano                  |
| Cherie                                | Cherie                                                    | originale (canto) ? (dialoghi) |

Cherie interpreta sé stessa mentre canta il singolo "Betcha Never" nell'Iceberg Lounge. Questo film ha segnato la performance finale di John Vernon nei panni di Rupert Thorne prima della sua morte nel 2005.
Sia nel doppiaggio originale che in quello italiano i personaggi mantengono in genere le stesse voci avute in Batman - Cavaliere della notte, con delle eccezioni: in inglese ad avere delle voci diverse sono Robin, il Pinguino e Bane (anche se Robin era già stato doppiato da Eli Marienthal in un episodio della serie Static Shock), mentre in italiano sono Alfred, Bullock e nuovamente Bane (anche se il doppiatore di Bane, Mario Zucca, gli aveva già dato la voce in Batman). Rupert Thorne, mai comparso in Batman - Cavaliere della notte, ha in inglese lo stesso doppiatore avuto in Batman, mentre in italiano ne ha uno diverso.

## Produzione
Nonostante la maggior parte dei personaggi mantengano lo stesso design di Batman - Cavaliere della notte, l'animazione del personaggio è considerevolmente più luminosa e vivace rispetto alla serie. Rupert Thorne è stato protagonista dello spettacolo originale Batman, ma non Batman - Cavaliere della notte. In quanto tale, gli animatori hanno dovuto creare un nuovo aspetto per lui appositamente per questo film; è aerodinamico e sembra aver perso un po' di peso rispetto alla sua precedente apparizione. Carlton Duquesne è un nuovo personaggio introdotto all'inizio del film. È un uomo afroamericano di corporatura robusta, presumibilmente di mezza età, che a quanto pare si è stabilito nella malavita di Gotham City. Bane è presente accanto a lui in una scena ed è visto essere ancora più grande e più forte di Duquesne, aggiungendo ulteriore aura minacciosa in questo film.
Gli sceneggiatori della serie Alan Burnett e Michael Reaves hanno creato la sceneggiatura, e Kevin Conroy riprende la voce di Batman. Il film mostra anche ulteriore continuità con i precedenti show di Batman sviluppati da Bruce Timm: la relazione di Barbara Gordon con Bruce Wayne (come menzionato in Batman of the Future) sta volgendo al termine, e Robin e Batgirl sono più vecchi di Batman - Cavaliere della notte.

## Colonna sonora
L'album della colonna sonora, composto da Lolita Ritmanis, prodotto da John Takis e masterizzato da James Nelson è stato pubblicato il 29 marzo 2016 da La-La Land Records. Sono stati inclusi anche i brani bonus e la colonna sonora del cortometraggio animato Chase Me. Oltre al tema della serie animata, composto da Shirley Walker, durante la scena all'Iceberg Lounge viene eseguita da Cherie la canzone Betcha Neva.

## Distribuzione
Il film è uscito nell'ottobre 2003 direttamente per il mercato home video, prodotto da Warner Bros. Animation.

### Edizione italiana
Il doppiaggio italiano è stato pesantemente riadattato. Nella versione originale tutte le tre Batwoman erano doppiate da Kyra Sedgwick nei panni della supereroina, mentre avevano delle voci differenti in borghese, mentre in italiano mantengono le loro tre doppiatrici anche come Batwoman. Da notare inoltre che nella versione italiana i nomi del Pinguino e del Joker (nominato in un'occasione, pur non comparendo) non vengono preceduti dall'articolo "il", diversamente dalla serie Batman - Cavaliere della notte, dove venivano appunto chiamati "il Pinguino" e "il Joker".

### Edizione home video

#### Chase Me
Nel DVD è presente un cortometraggio d'animazione di sei minuti intitolato Chase Me, scritto da Alan Burnett e Paul Dini che, privo di dialoghi, è musicato da Lolita Ritmanis.
Bruce Wayne, assorto a fissare il vuoto in una finestra durante una festa, viene intrattenuto da tre splendide donne; riuscito a fuggirle, entra in una stanza nella quale Catwoman sta svaligiando la cassaforte; inseguitala nei panni di Batman fino ad uno Zoo, la raggiunge ed i due si baciano; in quel momento però Bruce si dà una scossa, smettendo così di fissare assorto il vuoto nella finestra.
Chase Me è incluso anche come parte della funzione principale su siti di video streaming come Amazon Video.

## Accoglienza

### Critica
La pellicola ha ricevuto recensioni contrastanti. Sull'aggregatore Rotten Tomatoes ha un indice di gradimento del 46%, con un voto medio del pubblico di 3.1 su 5.